# Takahashi Setsurō
Takahashi Setsurō (japanisch 髙橋 節郎; geboren 14. September 1914 in Kita-hotaka (北穂高村), Landkreis Minami-azumi (南安曇郡) in der Präfektur Nagano; gestorben 19. April 2007 in Tōkyō) war ein japanischer Lackkünstler.

## Leben und Wirken
Takahashi Setsurō schloss 1938 sein Studium der Lacktechnik im Fachbereich Kunstgewerbe der „Tōkyō bijutsu gakkō“ (東京美術学校), der Vorläufereinrichtung der heutigen „Universität der Künste Tōkyō“ ab. Auf der 4. Shin-Bunten 1941 gewann er einen Sonderpreis für „Zweifaltiger Stellschirm mit Zierquitten“ (木瓜の図二曲屏風, Boke no zu nikyoku-byōbu) und 1951 wurde er auf der 7. Nitten mit dem Asakura-Preis (朝倉賞) ausgezeichnet.
Ab 1953 wirkte Takahashi achtmal als Juror bei der Nitten. 1956 wurde er Mitglied der Akademie der Künste. 1965 erhielt er für seine Arbeit „Versteinerte Partitur“ (化石譜) den Preis der Akademie der Künste und für „Fata Morgana“ (蜃気楼, Shinkirō) den Preis des Kultusministers. Ab 1964 stellte Takahashi als führender Vertreter des modernen Kunstgewerbes regelmäßig auf der Ausstellungsreihe „Nihon gendai kōgei bijutu-ten“ (日本現代工芸美術展) aus.
1976 erhielt er eine Professur an der Universität der Künste in Tōkyō und bildete Kunstgewerbler der nachfolgenden Generation aus, eine Tätigkeit, der bis 1982 ausübte.
1981 erschien der Sammelband „Lack – Takahashi Setsurō. Die Welt aus Schwarz und Gold“ (漆・高橋節郎黒と金の世界, Urushi – Takahashi Setsurō kuro to kin no sekai).
1990 wurde Takahashi als Person mit besonderen kulturellen Verdiensten geehrt und 1997 mit dem Kulturorden ausgezeichnet. Ihm wurde in Azumino, in der Stadt, die heute seinem Geburtsort einschließt, ein Museum gewidmet, das „Azumino Takahashi Setsurō kinen bijutsukan“ (安曇野高橋節郎記念美術館).